# Xantippe auropurpuralis
Xantippe auropurpuralis är en fjärilsart som beskrevs av Émile Louis Ragonot 1890. Xantippe auropurpuralis ingår i släktet Xantippe och familjen mott. Inga underarter finns listade i Catalogue of Life.